# 亞歷山大·米歇爾·凱拉斯
亞歷山大·米歇爾·凱拉斯（Alexander Mitchell Kellas，1868年6月21日—1921年6月5日）是一位英國化學家、探險家和登山家，以高海拔生理學研究而聞名。

## 生平
亞歷山大·米歇爾·凱拉斯出生於蘇格蘭阿伯丁。1892年，凱拉斯獲得倫敦大學化學學位。1896年，凱拉斯在海德堡大學獲得化學高級學位。1900年至1919年間，他在米德爾塞克斯醫院醫學院擔任講師教授化學。
凱拉斯也是一位著名的登山家，1907年至1921年間完成八次攀登喜馬拉雅山脈。他首次攀登海拔超過6,100公尺（20,000英尺）的山峰至少十次，其中包括位於錫金海拔7,128公尺（23,386 英尺）的堡洪里峰，是當時人類攀登過的最高山峰，儘管這次創舉在80年後才被歷史學家發現。他於1911年6月14日登頂堡洪里峰，這一世界紀錄直到1928年9月才隨著德國登山家登頂列寧峰被打破。
1921年，凱拉斯在從錫金前往珠穆朗瑪峰的第一次探險途中，在西藏康巴宗村附近因心臟病發作去世。

## 貢獻
喜馬拉雅俱樂部副主席梅赫·梅塔將凱拉斯的論文《攀登喜馬拉雅山的可能性的思考》和《攀登珠穆朗瑪峰的可能性的思考》描述為“推動科學思維攀登高峰的關鍵催化劑。他的研究包括適應的生理學” 與海拔、氣壓、肺泡氧分壓、動脈血氧飽和度、最大耗氧量以及不同海拔的上升率等重要變量的關係。他得出的結論是—即使在沒有補充氧氣的情況下人類也可以登頂珠穆朗瑪峰。
1978年，當萊茵霍爾德·梅斯納爾和彼得·哈貝爾（Peter Habeler）首次在沒有輔助氧氣的情況下登上珠穆朗瑪峰，凱拉斯的研究得到了證實。 然而，凱拉斯也是最早建議在珠穆朗瑪峰等高山上使用補充氧氣的科學家之一，珠穆朗瑪峰的首次攀登和隨後的大多數攀登（以及一些較低山峰的攀登）都是如此。